# Mahury
Le Mahury est un fleuve de la Guyane qui se jette dans l'océan Atlantique au sud de Cayenne.

## Géographie
De 168,8 km de longueur, c'est dans l'embouchure de celui-ci que se situe le port de commerce de Dégrad des Cannes. Sur la rive de l'embouchure opposée au port de commerce se trouve la ZNIEFF du marais de Kaw.

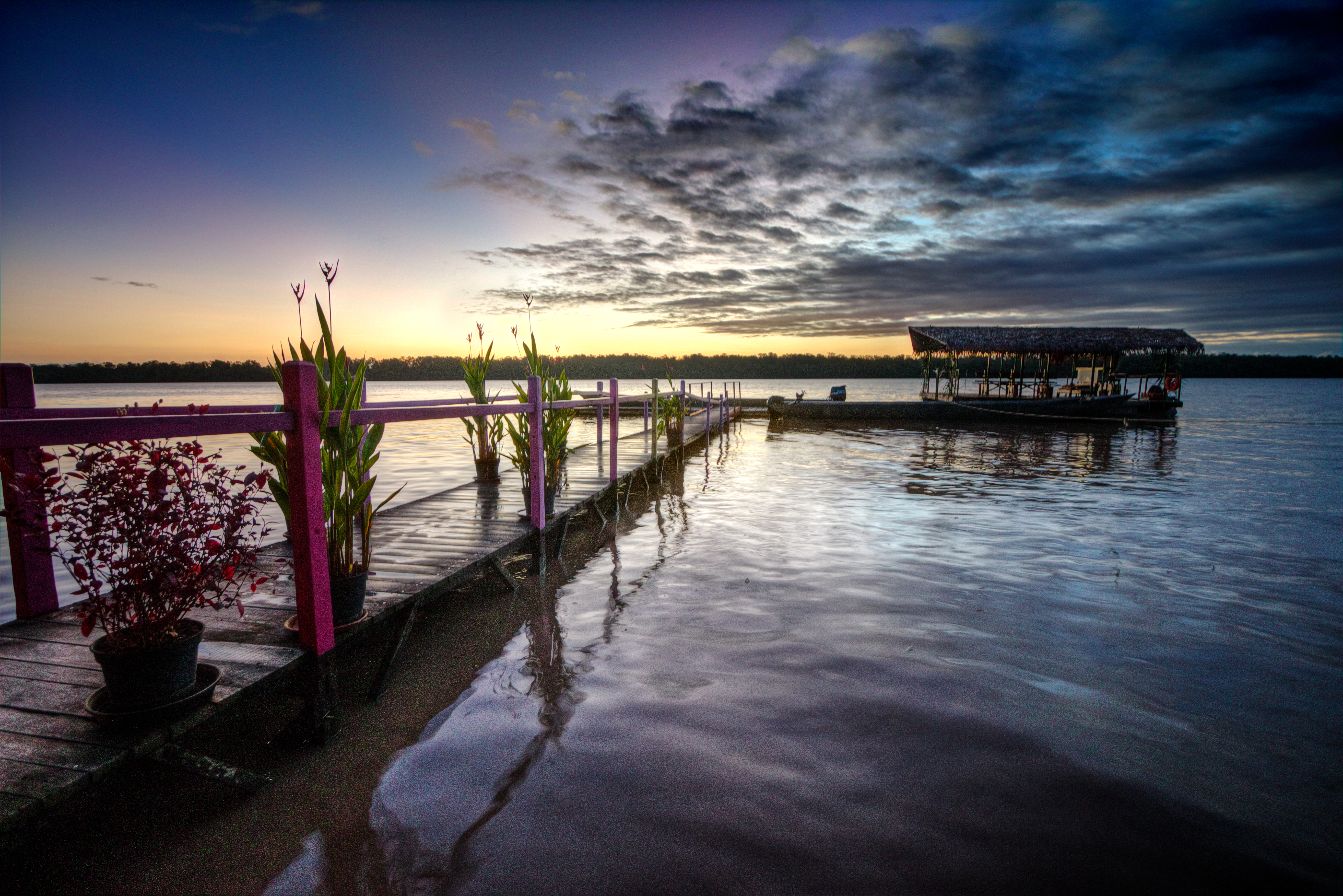
Vue du fleuve Mahury depuis l'auberge éponyme, aujourd'hui fermée

## Affluents
Son principal affluent est la rivière Oyak (appelée aussi Comté en amont de l'Orapu).